# Half of Me
Pistes de Unapologetic
Lost in Paradise
(14)
Half of Me est une chanson de l'artiste Rihanna extrait de son 7e album studio Unapologetic. La chanson est écrite par Emeli Sandé, Shahid Khan and Mikkel S. Eriksen et par Tor Erik Hermansen. Half of Me est produit par Naughty Boy et par Stargate. Le single se classe au Canada, en Irlande, en Suisse et au Royaume-Uni.

## Crédits et personnel
Enregistrement
- Enregistré au Roc the Mic Studios, New York City.
- Les voix sont enregistrées aux R Studios, Los Angeles, CA.
- Mixage audio aux studios Larrabee, Burbank, CA.

Personnel
- Écriture – Emeli Sandé, Shahid Khan, Mikkel S. Eriksen, Tor Erik Hermansen
- Production – StarGate, Naughty Boy
- Enregistrement;– Mikkel S. Eriksen, Miles Walker
- Vocal recording – Marcus Tovar, Kuk Harrell
- Vocal production – Kuk Harrell
- All instrumentation et programming – Mikkel S. Eriksen, Tor Erik Hermansen, Shahid Khan, Emeli Sandé

## Classement hebdomadaire
| Classement (2012)                  | Meilleure position |
| ---------------------------------- | ------------------ |
| Canada (Hot 100)                   | 96                 |
| Irlande (IRMA)                     | 84                 |
| Suisse (Schweizer Hitparade)       | 46                 |
| Royaume-Uni R&B Chart (OCC)        | 10                 |
| Royaume-Uni UK Singles Chart (OCC) | 75                 |